# Комиссар Миклован
Ту́дор Миклова́н (Молдова́н) (рум. Comisarul Miclovan) — комиссар полиции в исполнении румынского актёра и кинорежиссёра Серджиу Николаеску в ряде фильмов. Его можно охарактеризовать как неподкупного, принципиального, сообразительного человека. В ряду его профессиональных качеств — особое внимание к деталям, мастерское владение стрелковым оружием (он предпочитает револьвер) и собственным телом, хорошо поставленный удар, в молодости он занимался регби и выступал за местную команду.

## Биография двух персонажей
Комиссар Тудор Молдован полицейский до мозга костей. Он аполитичен, ему чужды как ультра-радикальные нацистские взгляды легионеров и сторонников генерала Антонеску, так и коммунистические идеи антифашистского подполья и руководивших Румынией после окончания войны Георге Георгиу-Дежа и Чаушеску. Получать сиюминутные выгоды, используя специфику политического момента — не в его правилах. На первом месте для него — расследование дела до мельчайших деталей, дабы привлечь к ответственности истинных преступников. Хотя он нравится женщинам, он не использует эту популярность «в неслужебных целях». У него нет жены, он живёт со старенькой матерью и малолетним сыном.
В двух фильмах, показанных в СССР раньше других, — «Чистыми руками» (рум. Cu mîinile curate, 1972) и «Последний патрон» (рум. Ultimul cartuş, 1973) — Николаеску играет комиссара Тудора Миклована «34 года, холост по убеждениям, аполитичен тоже по убеждениям». В первом фильме «Чистыми руками» его убивают, и во втором «Последний патрон» он появляется лишь во флешбеках. Фамилия Miclovan совершенно отчетливо читается и в газетах, сообщающих, что его шефом назначен коммунист, и на могильном кресте (Tudor Miclovan 1910—1945) в финале фильма «Последний патрон». Эти два фильма вместе с другими тремя образуют пятиэпизодную эпопею рум. Cu mîinile curate (1972), рум. Ultimul cartuş (1973), рум. Conspiratia (1973), рум. Departe de Tipperary (1973), рум. Capcana (1974). Их объединяет общий главный герой — бесстрашный комиссар-коммунист Михай Роман (Mihai Roman), которого играл популярный румынский актёр Иларион Чобану (рум. Ilarion Ciobanu). Действие фильмов происходит, начиная с 1945 г., в послевоенной Румынии.
Персонаж Тудор Молдован — герой совсем другой тетралогии, действие которой происходит в ещё довоенной Румынии в 1939—1941 годах: «Комиссар полиции обвиняет» (рум. Un comisar acuză, 1973), «Реванш» (рум. Revanşa, 1978), «Комиссар полиции и Малыш» (рум. Duelul, 1981) и «Выживший» (рум. Supravietuitorul, 2008). 
В финале фильма «Комиссар полиции обвиняет» Молдован падает, изрешечённый легионерами, но в «Реванше» их главарь — злодей Парейпан (его играет известный румынский актёр Георге Диникэ, его персонаж, к слову сказать, тоже уже застреленный Молдованом, но чудесным образом выживший, едет на кладбище, где убеждается, что в могиле в гробу лишь кирпичи да шляпа. На могильном кресте отчетливо видна надпись 'Tudor Moldovan 1900—1940'. В третьем фильме «Комиссар полиции и Малыш», являющемся предысторией (приквелом) двух первых и повествующем о событиях 1939 года, комиссар Молдован побеждает зло и помогает беспризорным мальчишкам. В последнем фильме «Выживший», доснятом много позднее в угоду изменившейся постсоциалистической политической конъюнктуре, Молдован после Второй Мировой войны попадает в тюрьму, где проводит многие годы. Начальник тюрьмы — советский полковник — любит устраивать среди заключенных игру в «русскую рулетку». Выйдя на свободу по амнистии, комиссар опять сталкивается с криминальным миром, представителей которого начинает, как всегда, планомерно отстреливать.
Поскольку в Советском Союзе фильмы выходили в прокат по мере их съёмки/появления в Румынии, то при дубляже оба комиссара во всех фильмах получили одну и ту же фамилию — Миклован, которую носил первый из героев. В большинстве кинотеатров демонстрировались, как правило, только «Чистыми руками», «Последний патрон», «Комиссар полиции обвиняет» и «Реванш», а «Капкан» и «Комиссар полиции и Малыш» промелькнули «вторым экраном» («Конспирацию/Заговор» и «Типперари» кинопрокат не закупил вообще). Поэтому вполне закономерно, что у советских зрителей обе эти разные полицейские саги причудливо переплелись в одну, а два этих разных персонажа Николаеску прочно слились в одного героя—комиссара Миклована.

## Факты
- Прообразом комиссара Миклована стал Эуджен Алимэнеску, комиссар полиции и майор милиции Бухареста в 1945—1951 годах[1]. Миклован напоминает Алимэнеску оперативными навыками и личной храбростью, но не проявляет избыточной жестокости, соблюдает закон, не участвует в политических репрессиях.
- «Противостояние принципиального, но одинокого профессионала Миклована не только против банды легионеров, но даже против всей полицейской системы, уже купленной фашистами, не могло не вызывать восхищения. Да, где-то здесь, рядом была румынская компартия, но Миклован принципиально отказался от её поддержки, потому что это была его война. 
С неизменным револьвером в руке, в элегантной шляпе и немнущемся костюме, с ироничным прищуром усталых глаз — таким он и остался в нашей памяти. Главным и неповторимым»[2]
- Иногда фигурирует мнение, что Миклован погибает даже трижды. Это неверно. Приписываемой Молдовану смерти в фильме «Реванш» не существует — фильм заканчивается взрывом автобуса, где заперт его сын, но сам комиссар Молдован остаётся невредим. «Воскрешение» Молдована после его первой «смерти» показано в том же «Реванше», когда также чудом выживший злодей Парайпан (рум. comisarul Paraipan) приезжает на кладбище и, отрыв могилу Молдована, находит в гробу только кирпичи и шляпу. А комиссар Миклован действительно погибает один раз в 1945 году в финале фильма «Чистыми руками» (рум. Cu mîinile curate, 1972) и больше не появляется. Путаница возникла из-за того, что в советском дубляже фамилии Moldovan и Miclovan почему-то обе заменили на одну — Миклован.

Русский комикс о комиссаре Микловане

- Для некоторых зрителей, чьё детство пришлось на 70-е годы, «Миклован служил и Рембо, и Терминатором, и Суперменом, вместе взятыми»[3].
- Комиссара Миклована и его коллегу Комиссара Романа сравнивают с персонажами Глеба Жеглова и Володи Шарапова, так как они, как и герои «Место встречи изменить нельзя», ни в чём не сходятся[4], кроме своего стремления восстановить справедливость: Роман предпочитает пистолет, Миклован — револьвер, Роман — коммунист, Миклован — вне политики, Роман только недавно вернулся с фронта и практически ничего не знает о преступном мире, Миклован знает каждого попрошайку, карманника и проститутку в лицо и пофамильно, вплоть до мельчайших деталей биографии, так как сам их задерживал, а также прочие различия, которые в итоге доводят их до драки прямо в полицейском управлении, но после драки они быстро забывают разногласия и вспоминают, что их главный враг — «преступность. Роман Эра милосердия», по которому был снят сериал «Место встречи изменить нельзя», появился в печати в 1975 году.
- «Что мы знаем о Румынии? Да не так уж мало. В одном фильме говорили, что оттуда родом Филипп Киркоров. Ещё оттуда родом комиссар Миклован и Георге Хаджи»[5]
- Члены украинского револьверного клуба изучили сцену из фильма «Чистыми руками», в которой Миклован соревнуется в тире со своим коллегой комиссаром Патулей в стрельбе по мишеням из револьвера и пистолета соответственно, где револьвер уступил пистолету около 0,2 секунды[6].

## Персонаж в популярной культуре и литературных произведениях

Игра «Комиссар Молдован»

- Румынским поп-арт художником Ионом Барладеану, в его экспозиции, демонстрирующейся в европейских столицах в текущем году[7], несколько работ посвящено персонажам Николаеску[8], в том числе — Комиссару Микловану[9].
- Создана мобильная игра «Комиссар Молдован».
- Был нарисован русский комикс о комиссаре Микловане в образе супергероя. Миклован держит в руках неуклюжий и громоздкий револьвер румынского конструктора Диманчи, никогда не применявшийся в криминальной полиции.
- Образ комиссара Молдована, борца с коррупцией и организованной преступностью, прочно закрепился за Серджиу Николаеску и сопровождает его в его парламентской деятельности[10].
- В детективе Александра Белова «Битва за масть», более известном своей экранизацией (сериал «Бригада»), в диалоге двух персонажей 90-х гг. — Космоса и Фила, упомянут комиссар Миклован: «А заигрался Белый, — раздраженно подытожил Космос. — Думает, он — комиссар Миклован». 
В рассказе Андрея Щупова [lib.ru/ZHURNAL/schupov.txt «Гороскоп»], главный герой наблюдая, как неизвестный на улице пристаёт к девушке рассуждает: «Это Миклован их пачками расстреливал в румынских фильмах, но я-то не Миклован». 
 Миклованом называют персонажа повести Фомы Еремова «Надя»
- В книге Андрея Маринеску «На восток от Эдема»[11] главный герой несколько раз упоминает комиссара Молдована: «Руки вверх, подонки, никто не шевелится! Это комиссар Молдован из Департамента юстиции!».
- Последний фильм серии про Миклована-Молдована — «Выживший» — вызвал неоднозначную реакцию среди многолетних поклонников как Николаеску, так и самого Миклована. Резкая смена политической ориентации создателя комиссара отразилась на судьбе его героя. Друг коммунистов превратился в одночасье в их жертву в угоду конъюнктуре.

## Рекомендуемая литература
- Раззаков Ф. И. «Жизнь замечательных времен, 1970—1974 гг: время, события, люди» М.:«ЭКСМО», 2004—1102 с. ISBN 5699053948, ISBN 9785699053940
- «Государственный комитет СССР по кинематографии, Союз кинематографистов СССР Журнал Искусство кино», выпуски 1-6. М.: Изд-во Союза кинематографистов СССР, 1974 ISSN: 0021-1788, OCLC Number: 3321631 (Стр.161)
- «Экран» — ежегодное обозрение. Словения, Любляна: RK ZSMS, 1978. OCLC Number: 31005395 (Стр.228)
- «Странник» — молодёжный журнал, выпуски 1-3, Раздел 13. Саранск: С. И., 2004. OCLC Number: 145391331 (Стр.97)
- (англ.)R R Bowker Publishing «Variety’s Film Reviews: 1981—1982» New Providence: «R.R.Bowker», 1984 ISBN 0835227979, 9780835227971 (P.2)
- (рум.)Ion Cantacuzino, Manuela Gheorghiu-Cernat Institutul de Istoria Artei (Academia de Științe Sociale și Politice a Republicii Socialiste România) «Cinematograful românesc contemporan, 1949—1975». Bucureşti: «Meridiane», 1976—235 p. OCLC Number: 251762553 (P.259)
- (рум.)Paul Cernat «În căutarea comunismului pierdut». Pitești: «Paralela 45», 2001—332 p. ISBN 9735934906, 9789735934903 (P.155)
- (рум.)Sergiu Nicolaescu «Sergiu Nicolaescu acuză!». Bucureşti: «Editura PRO», 1998—330 p. ISBN 9739827675, 9789739827676 (P.169)
- (фр.)Raphaëlle Moine, Brigitte Rollet, Geneviève Sellier «Policiers et criminels : un genre populaire européen sur grand et petit écrans». Paris: «L’Harmattan», 2009—323 p. ISBN 2296081924, 9782296081925 (P.226)